# 船舶料理士
船舶料理士（せんぱくりょうりし、英: Ship dish person）は、船舶料理士国家試験合格者の称号である。

## 概要
- 船内で船員に支給する食料の調理業務を担当する。近海や遠洋を航行区域とする総トン数1000トン以上の船舶、第3種従業制限のある総トン数1000トン以上の漁船における調理業務は船舶料理士が担当する。

## 受験資格
- 18歳以上、乗船経験1年または3か月以上で調理業務経験者。
  - 海員学校の司厨・事務科卒業者で乗船歴2年以上の者、船舶調理士養成学校（調理師養成施設）で学科修了した乗船歴2年以上の者、調理師や栄養士の有資格者などは、認定により取得できる。

※平成18年2月2日までは、「船員手帳の雇い入れ職名が司厨部員以外の者で、3年以上調理に関する業務に従事した経験を有する者」は特例により受験が認められた。

## 試験
- 10月中旬〜下旬に東京で、筆記と料理2人前を調理して盛りつける実技で試験される。

### 試験科目
- 筆記

1. 衛生法規
2. 栄養学
3. 食品学
4. 食品衛生学
5. 公衆衛生学
6. 調理理論
7. 食文化概論

- 実技

1. 日本料理
2. 西洋料理
3. 中華料理